# ギリェルミ・アントニオ・アラーナ・ロペス
ギリェルミ・アラーナ（Guilherme Arana）こと、ギリェルミ・アントニオ・アラーナ・ロペス（Guilherme Antonio Arana Lopes，1997年4月14日 - ）は、ブラジル・サンパウロ州サンパウロ出身のサッカー選手。ブラジル・セリエA・アトレチコ・ミネイロ所属。ポジションはDF。

## 来歴
2005年にSCコリンチャンス・パウリスタに入団し、2014年にトップチームに昇格。翌2015年5月にアトレチコ・パラナエンセにローン移籍し、24日の国内リーグ戦のアトレチコ・ミネイロ戦でプロデビュー。翌月コリンチャンスに復帰。8月12日のスポルチ・レシフェ戦で、正式にコリンチャンスデビューを果たした。
2017年12月7日、セビージャFCがコリンチャンスにアラーナへの獲得オファーを提出。2018年1月に1200万ユーロの移籍金でセビージャFCへの移籍が決定し、4年契約を結んだ。
2019年8月28日、アタランタBCへの1年間のレンタルで移籍した。
2020年1月29日、アトレチコ・ミネイロに2021年6月までのレンタルで移籍した。

## 代表歴
2016年からU-20のブラジル代表でプレーした。

## タイトル
SCコリンチャンス・パウリスタ
- セリエA : 2015,2017